# Don Cheadle
Donald Frank "Don" Cheadle (Kansas City, Missouri, 1964. november 29. –) kétszeres Golden Globe-díjas amerikai színész, filmproducer.

## Élete
Cheadle a Missouri állambeli, Kansas Cityben született 1964. november 29-én. Apja Donald Cheadle (klinikai pszichológus), anyja pedig Betty (bank igazgató és pszichológiai tanár), akiknek három gyerekük született, Don, Cindy és Colin. Cheadle 1982-ben diplomázott a Denveri East High Schoolban. Ezután beiratkozott a California Institute of the Arts-ba.

## Karrierje
Cheadle debütálása a 3 Days című rövidfilmben volt, majd azt ismertséget az 1987-es Hamburger Hill hozta meg számára. 1992-ben megkapta a The Golden Palace című sorozat egyik főszerepét, de a sorozatból csak egy évad készült el.
1995 után több sikerfilmben is szerepelt: Leszámolás Denverben (olyan sztárokkal játszhatott együtt, mint Andy García, Christopher Lloyd, Steve Buscemi, Treat Williams, Christopher Walken), Kék ördög (melyért több kritikusi elismerést kapott), Boogie Nights és Tűzhányó.
1998-ban eljátszotta ifjabb Sammy Davist a Rat Pack – Sztárok egy csapatban című tévéfilmben, melyért Golden Globe-díjat kapott. Innentől kezdve egyre nívósabb szerepeket oszottak rá: A Mars-mentőakció, Segítség, apa lettem!, Traffic, Kardhal, Ocean’s Eleven – Tripla vagy semmi.
2004-re ért pályája csúcsára: A Richard Nixon-merénylet című politikai thrillerben Sean Penn-nel játszhatott együtt. Az Ütközések-ért kétszer is jelölték a BAFTA-díjra, a Hotel Ruanda című filmben nyújtott alakításáért Oscar- és Golden Globe-díjra jelölték. Még ebben az évben az Ocean’s Twelve – Eggyel nő a tét című bűnügyi filmben is szerepelt.
Főszereplő volt az Üres város (2007), a Mondd, testvér! (2007) és Az áruló (2008) című filmekben. Szerepet kapott a 2010-es Vasember 2.-ben, melyben Terrence Howard karakterét vette át, miután ő nem vállalta azt. A Guardista című 2011-es filmvígjátékban Brendan Gleeson oldalán játszott, mint a prűd FBI-ügynök társa. Főszerepet vállalt a Gátlástalanok című sorozatban. 2012-ben a Kényszerleszállás, 2013-ban pedig a Vasember 3. című filmekben volt látható.

## Filmográfia

### Film
| Év   | Magyar cím                               | Eredeti cím                             | Szerep                                          | Magyar hang          |
| ---- | ---------------------------------------- | --------------------------------------- | ----------------------------------------------- | -------------------- |
| 1984 |                                          | 3 Days (rövidfilm)                      | Angel                                           |                      |
| 1985 | Pancser csapat                           | Moving Violations                       | gyorséttermi dolgozó                            |                      |
| 1987 | Hamburger Hill                           | Hamburger Hill                          | Washburn közlegény                              | Faragó József        |
| 1988 | Színek                                   | Colors                                  | Rakéta                                          | Mihályi Győző        |
| 1992 |                                          | Roadside Prophets                       | menedzser                                       |                      |
| 1993 | Meteorember                              | The Meteor Man                          | Goldilocks                                      |                      |
| 1995 | Leszámolás Denverben                     | Things to Do in Denver When You're Dead | Rooster                                         | Orosz István         |
| 1995 | Kék ördög                                | Devil in a Blue Dress                   | Mouse Alexander                                 | Csuja Imre           |
| 1997 | Tűzhányó                                 | Volcano                                 | Emmit Reese                                     | Kálid Artúr          |
| 1997 | Rosewood, az égő város                   | Rosewood                                | Sylvester Carrier                               | Szabó Sipos Barnabás |
| 1997 | Boogie Nights                            | Boogie Nights                           | Buck Swope                                      | Welker Gábor         |
| 1998 | Mint a kámfor                            | Out of Sight                            | Maurice Miller                                  | Rajkai Zoltán        |
| 1998 | Mint a kámfor                            | Out of Sight                            | Maurice Miller                                  | Bolba Tamás          |
| 1998 | Nyomd a sódert!                          | Bulworth                                | L.D.                                            | Galambos Péter       |
| 2000 | Traffic                                  | Traffic                                 | Montel Gordon                                   | Kálid Artúr          |
| 2000 | A Mars-mentőakció                        | Mission to Mars                         | Luke Graham                                     | Kálid Artúr          |
| 2000 | Segítség, apa lettem!                    | The Family Man                          | Cash                                            | Kálloy Molnár Péter  |
| 2001 | Csúcsformában 2.                         | Rush Hour 2                             | Kenny (stáblistán nem szerepel)                 | Takátsy Péter        |
| 2001 |                                          | Things Behind the Sun                   | Chuck                                           |                      |
| 2001 | Őrült                                    | Manic                                   | Dr. David Monroe                                | Csík Csaba Krisztián |
| 2001 | Kardhal                                  | Swordfish                               | J.T. Roberts ügynök                             | Kálid Artúr          |
| 2001 | Ocean’s Eleven – Tripla vagy semmi       | Ocean's Eleven                          | Basher Tarr                                     | Takátsy Péter        |
| 2002 |                                          | Ticker (rövidfilm)                      | utas                                            |                      |
| 2003 |                                          | Abby Singer                             | önmaga                                          |                      |
| 2003 | A fiatalkorú                             | The United States of Leland             | Pearl Madison                                   | Jakab Csaba          |
| 2004 | Ocean’s Twelve – Eggyel nő a tét         | Ocean's Twelve                          | Basher Tarr                                     | Takátsy Péter        |
| 2004 | Az utolsó gyémántrablás                  | After the Sunset                        | Hénri Moore                                     | Kálloy Molnár Péter  |
| 2004 | A Richard Nixon-merénylet                | The Assassination of Richard Nixon      | Bonny Simmons                                   | Csík Csaba Krisztián |
| 2004 | Hotel Ruanda                             | Hotel Rwanda                            | Paul Rusesabagina                               | Viczián Ottó         |
| 2004 | Ütközések                                | Crash                                   | Graham Waters nyomozó                           | Gesztesi Károly      |
| 2006 |                                          | The Dog Problem                         | Dr. Nourmand                                    |                      |
| 2006 |                                          | King Leopold's Ghost (dokumentumfilm)   | narrátor                                        |                      |
| 2007 | Üres város                               | Reign Over Me                           | Alan Johnson                                    | Fekete Ernő          |
| 2007 | Mondd, testvér!                          | Talk To Me                              | Dewey Hughes                                    | Kálid Artúr          |
| 2007 | Ocean’s Thirteen – A játszma folytatódik | Ocean's Thirteen                        | Basher Tarr                                     | Takátsy Péter        |
| 2007 |                                          | Darfur Now (dokumentumfilm)             | önmaga                                          |                      |
| 2008 | Az áruló                                 | Traitor                                 | Samir Horn                                      | Viczián Ottó         |
| 2009 | Kutyaszálló                              | Hotel for Dogs                          | Bernie                                          | Maday Gábor          |
| 2009 |                                          | The People Speak (dokumentumfilm)       | önmaga                                          |                      |
| 2009 | Brooklyn mélyén                          | Brooklyn's Finest                       | Tango                                           | Viczián Ottó         |
| 2010 | Vasember 2.                              | Iron Man 2                              | James "Rhodey" Rhodes ezredes / Hadigép         | Takátsy Péter        |
| 2011 | A Guardista                              | The Guard                               | Wendell Everett FBI-ügynök                      | Kálid Artúr          |
| 2012 | Kényszerleszállás                        | Flight                                  | Hugh Lang                                       | Takátsy Péter        |
| 2013 | Vasember 3.                              | Iron Man 3                              | James "Rhodey" Rhodes ezredes / Hadigép         | Takátsy Péter        |
| 2014 | St. Vincent                              | St. Vincent (film)                      | vezető filmproducer                             |                      |
| 2015 | Bosszúállók: Ultron kora                 | Avengers: Age of Ultron                 | James "Rhodey" Rhodes ezredes / Hadigép         | Takátsy Péter        |
| 2015 | Mindent Milesról                         | Miles Ahead                             | Miles Davis                                     |                      |
| 2016 |                                          | Kevin Hart: What Now? (koncertfilm)     | önmaga                                          |                      |
| 2016 | Amerika Kapitány: Polgárháború           | Captain America: Civil War              | James "Rhodey" Rhodes ezredes / Hadigép         | Takátsy Péter        |
| 2018 | Bosszúállók: Végtelen háború             | Avengers: Infinity War                  | James "Rhodey" Rhodes ezredes / Hadigép         | Takátsy Péter        |
| 2019 | Marvel Kapitány                          | Captain Marvel                          | James "Rhodey" Rhodes ezredes / Hadigép (cameo) | Takátsy Péter        |
| 2019 | Bosszúállók: Végjáték                    | Avengers: Endgame                       | James "Rhodey" Rhodes ezredes/ Hadigép          | Takátsy Péter        |
| 2021 | Együtt bezárva                           | With/In: Volume 1                       | ismeretlen szerep                               |                      |
| 2021 | Semmi hirtelen mozdulat                  | No Sudden Move                          | Curt Goynes                                     | Vida Péter           |
| 2021 | Space Jam: Új kezdet                     | Space Jam: A New Legacy                 | Al-G Rhythm                                     | Vida Péter           |
| 2022 | Fehér zaj                                | White Noise                             | Murray                                          | Kálid Artúr          |
| 2024 |                                          | Unstoppable                             | Sean Charles                                    |                      |

### Televízió
| Év        | Magyar cím                                    | Eredeti cím                                      | Szerep                         | Megjegyzések                                                             |
| --------- | --------------------------------------------- | ------------------------------------------------ | ------------------------------ | ------------------------------------------------------------------------ |
| 1988      |                                               | Night Court                                      | Jack                           | egy epizód                                                               |
| 1988      |                                               | Hooperman                                        | önmaga                         | egy epizód                                                               |
| 1986      |                                               | Fame                                             | Henry Lee                      | 2 epizód                                                                 |
| 1986      |                                               | L.A. Law                                         | Julian Tatoon                  | 1 epizód                                                                 |
| 1986      |                                               | Sidekicks                                        | Cholo                          | 1 epizód                                                                 |
| 1987      | Zsarublues                                    | Hill Street Blues                                | Darius Milton                  | 1 epizód                                                                 |
| 1987      |                                               | The Bronx Zoo                                    | Carver                         | 1 epizód                                                                 |
| 1989      |                                               | Booker                                           | önmaga                         | 1 epizód                                                                 |
| 1990      |                                               | China Beach                                      | Angel                          | 1 epizód                                                                 |
| 1990      | Kaliforniába jöttem                           | The Fresh Prince of Bel-Air                      | Ice Tray                       | 1 epizód                                                                 |
| 1992–1993 |                                               | The Golden Palace                                | Roland Wilson                  | főszereplő                                                               |
| 1993      |                                               | Hangin' with Mr. Cooper                          | Bennie                         | 2 epizód                                                                 |
| 1993      |                                               | Lush Life                                        | Jack                           | tévéfilm                                                                 |
| 1993–1995 | Kisvárosi rejtélyek                           | Picket Fences                                    | John Littleton kerületi ügyész | 38 epizód                                                                |
| 1997      | Visszapassz                                   | Rebound: The Legend of Earl "The Goat" Manigault | Earl Manigault                 | - tévéfilm - magyar hangja: - Kálid Artúr                                |
| 1998      | Sztárok egy csapatban                         | The Rat Pack                                     | Sammy Davis Jr.                | tévéfilm                                                                 |
| 1999      |                                               | A Lesson Before Dying                            | Grant Wiggins                  | tévéfilm                                                                 |
| 2000      | A Simpson család                              | The Simpsons                                     | Faith atya (hangja)            | 1 epizód                                                                 |
| 2000      | Bombabiztos                                   | Fail Safe                                        | Jimmy Pierce hadnagy           | - tévéfilm - magyar hangja: - Bognár Tamás                               |
| 2002      |                                               | The Bernie Mac Show                              | D kuzin                        | 2 epizód                                                                 |
| 2002      | Vészhelyzet                                   | ER                                               | Paul Nathan                    | 4 epizód                                                                 |
| 2003      |                                               | MADtv                                            | Perry                          | 1 epizód                                                                 |
| 2010      | Tömény történelem                             | Drunk History                                    | Frederick Douglass             | 1 epizód                                                                 |
| 2012      | A stúdió                                      | 30 Rock                                          | önmaga                         | 1 epizód                                                                 |
| 2012–2016 | Gátlástalanok                                 | House of Lies                                    | Marty Kaan                     | - főszereplő - rendező és vezető producer - magyar hangja: - Kálid Artúr |
| 2012–2016 | Pusztuló jelen, vészes jövő                   | Years of Living Dangerously                      | önmaga                         | 2 epizód                                                                 |
| 2017      | Playback párbaj                               | Lip Sync Battle                                  | önmaga                         | 1 epizód                                                                 |
| 2018–2020 | Kacsamesék                                    | DuckTales                                        | Donald kacsa (hangja)          | - 2 epizód - magyar hangja: - Bolba Tamás                                |
| 2019      | Saturday Night Live                           | Saturday Night Live                              | önmaga                         | 1 epizód                                                                 |
| 2019–2021 | Fekete hétfő                                  | Black Monday                                     | Maurice Monroe                 | - főszereplő - vezető producer - magyar hangja: - Kálid Artúr            |
| 2020      |                                               | Don’t Look Deeper                                | Martin                         | főszereplő (14 epizód)                                                   |
| 2021      | A Sólyom és a Tél Katonája                    | The Falcon and the Winter Soldier                | James Rhodes / Hadigép         | - 1 epizód - magyar hangja: - Takátsy Péter                              |
| 2021      | Mi lenne, ha…?                                | What If...?                                      | James Rhodes / Hadigép         | - 1 epizód - magyar hangja: - Takátsy Péter                              |
| 2021–2023 | Marvel Studios: Betekintés                    | Marvel Studios: Assembled                        | önmaga                         | dokumentumsorozat (2 epizód)                                             |
| 2021–2023 | The Wonder Years                              | The Wonder Years                                 | narrátor (hangja)              | - főszereplő - magyar hangja: - Dózsa Zoltán                             |
| 2022      | A fiúk ördögi oldala                          | The Boys Presents: Diabolical                    | núbiai herceg (hangja)         | 1 epizód                                                                 |
| 2023      | Elvis, a titkos ügynök                        | Agent Elvis                                      | A Parancsnok (hangja)          | - főszereplő (10 epizód) - magyar hangja: - Lengyel Tamás                |
| 2023      | Titkos invázió                                | Secret Invasion                                  | James Rhodes / Hadigép         | - főszereplő - magyar hangja: - Takátsy Péter                            |
| 2024      | A nagy visszatérés – A millió dolláros rablás | Fight Night: The Million Dollar Heist            | J.D. Hudson                    | minisorozat (8 epizód)                                                   |

## Jelentősebb díjak és jelölések
Oscar-díj
- 2005 jelölés: legjobb férfi főszereplő (Hotel Ruanda)

BAFTA-díj
- 2006 jelölés: legjobb film (Ütközések)
- 2006 jelölés: legjobb férfi mellékszereplő (Ütközések)

Emmy-díj
- 2003 jelölés: legjobb meghívott színész (dráma tévésorozat) - Vészhelyzet
- 2002 jelölés: legjobb férfi mellékszereplő (televíziós minisorozat vagy tévéfilm) (Things Behind the Sun)
- 1999 jelölés: legjobb férfi főszereplő (televíziós minisorozat vagy tévéfilm) (A halál árnyékában)
- 1999 jelölés: legjobb férfi mellékszereplő (televíziós minisorozat vagy tévéfilm) (Rat Pack - Sztárok egy csapatban)

Golden Globe-díj
- 2005 jelölés: Legjobb férfi színész (dráma) (Hotel Ruanda)
- 1999 díj: Legjobb férfi mellékszereplő (televíziósorozat, televíziós minisorozat vagy tévéfilm) (Rat Pack - Sztárok egy csapatban)

## Fordítás
- Ez a szócikk részben vagy egészben  a   Don Cheadle című angol Wikipédia-szócikk fordításán alapul.  Az eredeti cikk szerkesztőit annak laptörténete sorolja fel. Ez a jelzés csupán a megfogalmazás eredetét és a szerzői jogokat jelzi, nem szolgál a cikkben szereplő információk forrásmegjelöléseként.